# Dogue de Bordeaux
Dogge bordeaux, også kaldet Dogue De Bordeaux eller Fransk Mastiff, er en gammel fransk hunderace brugt til jagt og vagt, der i dag fremstår som en særdeles god vagt/familie/brugshund.

## Historie
I midten af 1800-tallet var denne hunderace knap kendt uden for Aquitanien (området omkring Bordeaux). Man brugte blandt andet hundene til vildsvinejagt, hundekampe, til at bevogte gårde og kvæg og som slagterhund. I 1863 afholdtes den første franske hundeudstilling i Paris´ botaniske have, og dér optrådte Dogue de Bordeaux under det nuværende navn. Der fandtes dengang mange forskellige typer/racer af doggeren; én fra Toulouse, fra Paris og fra Bordeaux som ophav til den nuværende race.
Efter de to verdenskrige var bestanden af Dogue De Bordeaux utrolig lille. Man troede, at racen var ved at forsvinde, men så i 1960-erne steg antallet igen. Hunderacen er ikke udbredt i Danmark.